# 和县人
和县人（學名：Homo erectus hexianensis），旧称和县猿人，学名直立人和县亚种，是在更新世中期、旧石器时代早期生活在华东地区的直立人的代表之一。1980～1981年间，安徽和县陶店镇汪家山北坡的龙潭洞出土了头盖骨等化石。